# Новий Замай-Юрт
Новий Замай-Юрт (рос. Новый Замай-Юрт) — село у Ножай-Юртовському районі Чечні Російської Федерації.
Населення становить 137 осіб. Входить до складу муніципального утворення Мескетинське сільське поселення.

## Історія
Згідно із законом від 20 лютого 2009 року органом місцевого самоврядування є Мескетинське сільське поселення.

## Населення
| 2002 | 2010 |
| ---- | ---- |
| 0    | ↗137 |